# Косицкий, Николай Андреевич
Николай Андреевич Косицкий (1893 — не ранее 1925) — герой Первой мировой войны, участник Белого движения, полковник Дроздовской артиллерийской бригады.

## Биография
Православный. Потомственный почетный гражданин. Среднее образование получил в Великолуцком реальном училище.
По окончании Михайловского артиллерийского училища 24 августа 1914 года был произведен в подпоручики, а 25 октября того же года переведен в 26-ю артиллерийскую бригаду, с которой и вступил в Первую мировую войну. Удостоен ордена Св. Георгия 4-й степени
За то, что в бою 11 ноября 1914 года у д. Бондново, после того, как батарейный командир был тяжело ранен, а часть прислуги была перебита, вступил в командование батареей и с дистанции 300—500 шагов картечным огнем расстреливал пехоту противника, при этом, так как часть прислуги была перебита, сам заряжал орудия и сам стрелял, чем подал пример нижним чинам, находившимся при лошадях, которые и прибежали на батарею на замену убывших номеров.
Произведен в поручики 26 марта 1916 года, в штабс-капитаны — 24 апреля 1917 года.
С началом Гражданской войны вступил в отряд полковника Дроздовского, формировавшийся на Румынском фронте. Участвовал в походе Яссы — Дон в составе артиллерии отряда. Во ВСЮР и Русской армии — в Дроздовской артиллерийской бригаде, полковник. С 23 сентября 1920 года назначен командиром 1-й батареи той же бригады, в каковой должности оставался до эвакуации Крыма. Галлиполиец.
Осенью 1925 года — в составе Дроздовского артиллерийского дивизиона в Болгарии. Дальнейшая судьба неизвестна.

## Награды
- Орден Святого Георгия 4-й ст. (ВП 7.04.1915)
- Орден Святой Анны 4-й ст. с надписью «за храбрость» (ВП 9.10.1915)
- Орден Святого Станислава 3-й ст. с мечами и бантом (ВП 12.04.1916)
- Орден Святой Анны 3-й ст. с мечами и бантом (ПАФ 18.03.1917)